# Грађевинска техничка школа „Неимар” Ниш
Грађевинска техничка школа „Неимар“ налази се у Нишу и са 30 одељења и око 1.000 ученика спада у ред већих стручних школа у Републици Србији.
Настава се одвија у објекту, са око 2.500 m² затвореног простора у улици Александра Медведева 18. Поред кабинета и радионица струке које се изучавају школа има кабинет за информатику, кабинет за Примену рачунара, библиотеку (укупно око 7.000 књига), клуб и свечану салу.

## Историјат
Године 1939. формирана је у Нишу Техничка школа која је те школске године уписала по једно одељење на грађевинским и машинском одсеку. Нормалан рад одвијао се до почетка Другог светског рата. У току рата школа је радила у тешким условима и са прекидима.
После рата техничка школа уписује већи број ученика. Услед повећане потребе за техничарима 1947. године при школи почиње са радом и архитектонски одсек. Тих година СТШ Никола Тесла, из које се касније издвојила и ова школа, била је једна од највећих стручних школа у земљи, са око 3.000 ученика.
Године 1968. долази до дезинтеграције овако гломазне школе. Издваја се архитектонски и грађевински одсек и са Грађевинском школом за квалификоване раднике формира се Грађевински школски центар. Школске 1975-76. при школи почиње са радом и геодетски одсек, а 1985. године школа мења назив у Грађевинска техничка школа „Неимар“. Од оснивања до данас школу је завршило око 15.000 ученика различитих профила и степена стручне спреме.
ГТШ „Неимар“ од 2003. године учествује у Програму реформе средњих стручних школа односно у КАРДС програму. Овим је ГТШ „Неимар“ постала једна од пет школа у Србији у којима су формирани Центри за континуирано образовање одраслих, са циљем организовања обука личног усавршавања, образовања и стицања нових знања у различитим областима. Припремљени су програми обука из области грађевинарства, обраде дрвета и информатике.

## Образовни профили
- Грађевинарство и геодезија
  - Четворогодишње школовање
    - Геодетски техничар - геометар (оглед)
    - Грађевински техничар за високоградњу
    - Грађевински техничар за нискоградњу
    - Грађевински техничар за хидроградњу

  - Трогодишњи школовање
    - Монтер суве градње (оглед)
    - Керамичар - терацер - пећар
    - Декоратер зидних површина - молер
    - Хидрограђевинар
    - Руковалац грађевинском механизацијом
- Шумарство и обрада дрвета
  - Трогодишње школовање
    - Произвођач финалних производа од дрвета - столар
    - Тапетар - декоратер